# Ludloff Ludloff Architekten
Ludloff Ludloff ist ein 2007 von Laura Fogarasi-Ludloff (* 1967 in Zürich) und Jens Ludloff (* 1964 in Haan, Rheinland) gegründetes deutsch-österreichisches Architekturbüro in Berlin. Das Büro hat international ausgezeichnete Bauten für Lehre, Ausbildung, Sport und Wohnen realisiert. Zu ihren bekanntesten Werken gehören die mehrfach ausgezeichnete Botschaft für Kinder in Berlin und das Forschungs- und Entwicklungszentrum des Büromöbelherstellers Sedus Stoll AG in Dogern, Baden-Württemberg.

## Programm
Ludloff Ludloff begreifen sich als Vertreter einer „neuen sozialen Architektur“. Sie setzen sich kritisch mit der Bildpolitik, d. h. mit den herkömmlichen Vorstellungen schneller Bedarfsbefriedigung in diesem Bereich auseinander. Sie fordern eine neue Ästhetik des Sozialen und ein stärkeres Augenmerk auf gestalterische Fragen. Gemeinsam mit Brandlhuber+, Andrej Holm, realities:united und anderen gehörten sie der Gruppe Team Eleven an, welche eine sozialere Stadtentwicklung in Berlin postulierte. Ein weiterer Schwerpunkt des Büros liegt in der experimentellen Weiterentwicklung des Holzbaus. Im Sinne einer forschenden Praxis engagiert sich das Büro für die Erforschung und Erhaltung bedrohter Bauten der Nachkriegsmoderne, so z. B. für die abrissbedrohte Multihalle in Mannheim von 1974/75, die mit ihrem Tragwerk von Frei Otto die größte hölzerne Gitterschale der Welt darstellt.

## Die Architekten
Laura Fogarasi-Ludloff studierte ab 1985 Architektur an der TU Wien und der Universität Dortmund, wo sie 1994 ihr Diplom erwarb. Bis zur Gründung des gemeinsamen Büros mit Jens Ludloff war sie u. a. in den Büros Ortner & Ortner, David Chipperfield und Josef Paul Kleihues tätig. Jens Ludloff studierte ab 1987 Architektur an der FH Münster, der Hochschule Bremen und der Technischen Universität Krakau, wo er 1994 sein Diplom erwarb. Er war bis 2007 Partner im Architekturbüro Sauerbruch Hutton in Berlin. Jens Ludloff wurde 2009 in den BDA Berlin berufen, Laura Fogarasi-Ludloff im Jahr 2016. Seit 2014 ist Jens Ludloff Professor am Lehrstuhl für Nachhaltigkeit, Baukonstruktion und Entwerfen an der Universität Stuttgart.

## Bauwerke

### Fertiggestellte Bauten (Auswahl)
- 2017: SOS-Kinderdorf Botschaft für Kinder, Lehrter Straße 66, Berlin
- 2017 Meininger-Hotel, Am Postbahnhof 4, Berlin (Innenarchitektur)
- 2012–2016: Sloterdijk Hotel, Amsterdam
- 2011: Forschungs- und Entwicklungszentrum der Sedus Stoll AG, Dogern
- 2010: Landhaus R, Berlin
- 2009–2012: Mensa und Turnhalle auf dem Tempelhofer Feld, Berlin
- 2008: Haus FL, Berlin

### Laufende Projekte
– Stand Herbst 2018 –
- Zukunft Wohnen – Entwicklung der Bestandssiedlung an der Piccoloministraße, Köln, Fertigstellung 2020/21
- Förderzentrum für Landwirtschaft im Klosterbezirk Alt-Zella, Nossen, Fertigstellung 2020/21

## Auszeichnungen
- 2009: Bauweltpreis, ausgewählte Arbeit für Haus FL
- 2010: Häuser Award – Die besten Einfamilienhäuser des Jahrtausends, 1. Preis für Haus FL
- 2011: Europäischer FarbDesignPreis, 3. Preis für das Forschungs- und Entwicklungszentrum Sedus Stoll AG
- 2012: Deutscher Lichtdesign-Preis, Nominierung in der Kategorie Büro und Verwaltung für das Forschungs- und Entwicklungszentrum der Sedus Stoll AG
- 2014: arcVision Prize – Women and Architecture, Laura Fogarasi-Ludloff
- 2017: Iconic Award, ebenfalls für die Botschaft für Kinder, SOS-Kinderdorf, Bildungs- und Begegnungszentrum
- 2018: BDA-Preis Berlin für die Botschaft für Kinder, SOS-Kinderdorf, Bildungs- und Begegnungszentrum[1]

## Eigene Veröffentlichungen (Auswahl)
- Eine neue Stadt (Leitartikel), in: Der Freitag, Ausgabe 38, 2018, S. 1
- Architekturdebatte 2.0, in: ARCH+ 201/202, 2011
- Astwerk, eine neuartige Verbundbauweise, in: Bauen mit Holz, Heft 9, 2009
- Pragmatische Sinnlichkeiten, in: Forum für Entwerfen, 2006